# Pycnomerus thrinax
Pycnomerus thrinax es una especie de coleóptero de la familia Zopheridae.

## Distribución geográfica
Habita en Florida (Estados Unidos).